# Фронројте
Фронројте (њем. Fronreute) општина је у њемачкој савезној држави Баден-Виртемберг. Једно је од 39 општинских средишта округа Равенсбург. Према процјени из 2010. у општини је живјело 4.453 становника. Посједује регионалну шифру (AGS) 8436096.

## Географски и демографски подаци
Фронројте се налази у савезној држави Баден-Виртемберг у округу Равенсбург. Општина се налази на надморској висини од 594 метра. Површина општине износи 46,1 km². У самом мјесту је, према процјени из 2010. године, живјело 4.453 становника. Просјечна густина становништва износи 97 становника/km².

## Међународна сарадња
| Мјесто | Држава | Врста сарадње | Од    |
| ------ | ------ | ------------- | ----- |
|        | Пољска | партнерство   | 1995. |
| Извор  |        |               |       |